# McDonnell Douglas DC-9
McDonnell Douglas DC-9 (zpočátku známé jako Douglas DC-9) je americké dvoumotorové dopravní letadlo určené pro krátké a střední tratě. Je to první z rodiny letounů navržených společností McDonnell Douglas, kterou později získal Boeing. Celkem bylo v letech 1965–1982 vyrobeno 976 letounů řady DC-9. Typ DC-9 se stal základem pro dopravní letouny jako McDonnell Douglas MD-80, McDonnell Douglas MD-90 a Boeing 717. S posledními dodávkami Boeingu 717 v roce 2006 skončila výroba celé rodiny letounů DC-9/MD-80/MD-90/B717. Stalo se tak po 41 letech a 2441 vyrobených strojích.
Dopravní letoun DC-9 letu JP 450 se zřítil roku 1975 v pražském Suchdole. Tato dle počtu obětí největší letecká nehoda na území České republiky inspirovala poslední díl seriálu Sanitka.

## Vývoj

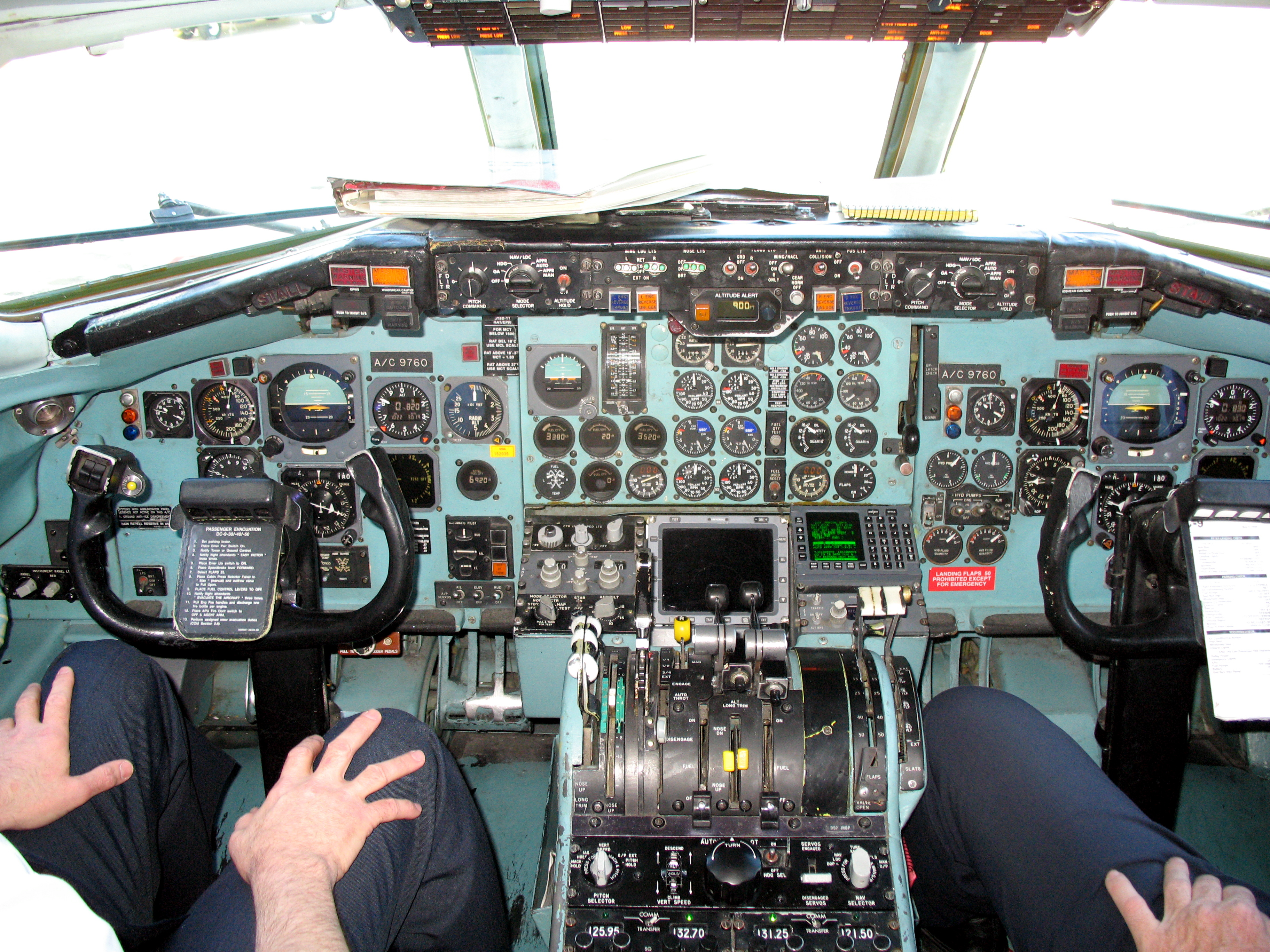
Dvoučlenný kokpit DC-9

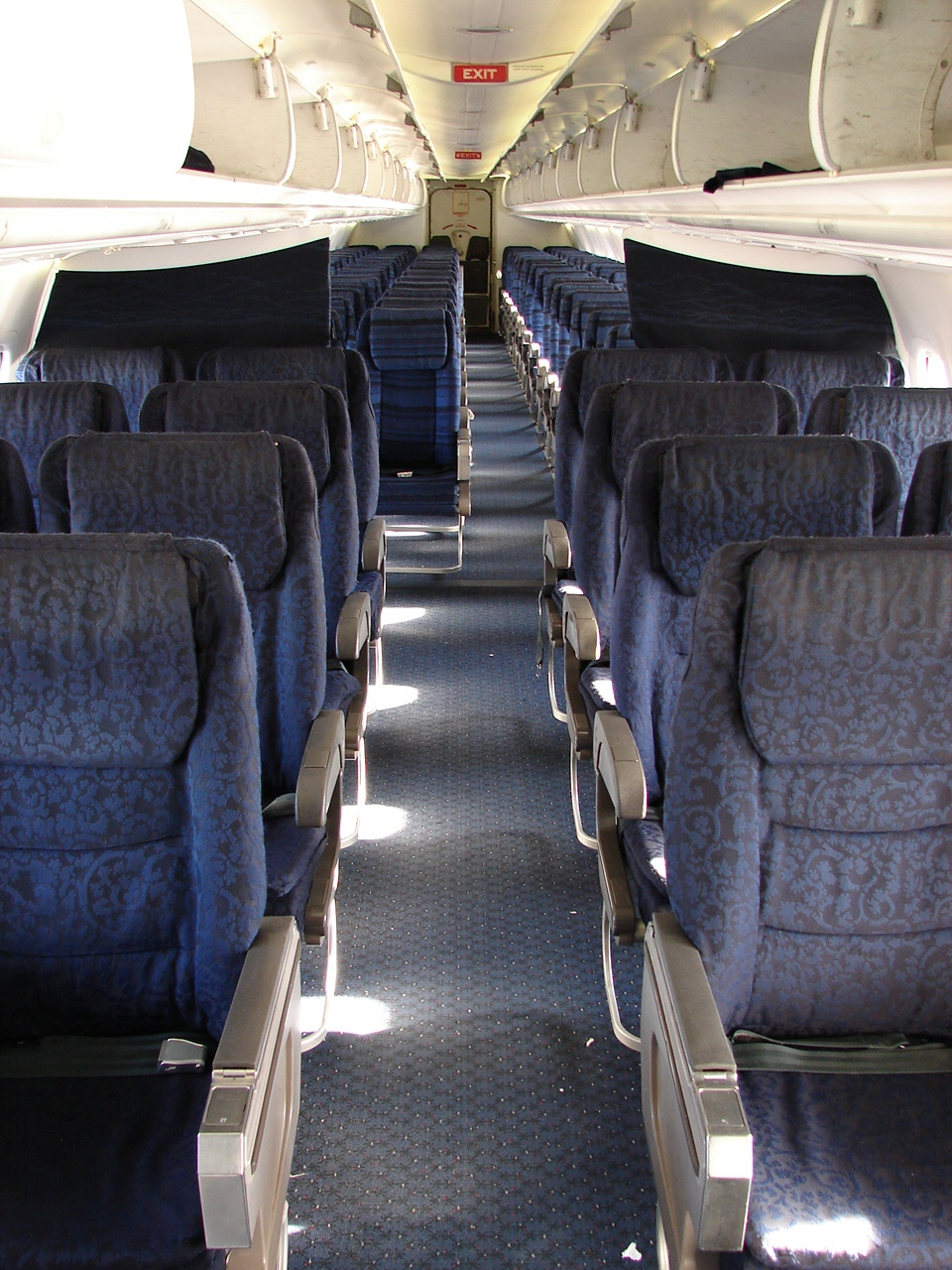
Interiér DC-9 aerolinek Northwest Airlines

Vývoj DC-9 byl zahájen v roce 1960, počátkem roku 1962 již prodejní oddělení Douglasu nabízelo projekt nového stroje pro 55 až 77 cestujících. Cílem bylo vytvořit osobní dopravní letadlo středního doletu menší než předešlý čtyřmotorový DC-8. Pod označením model 2086 byl projekt DC-9 zveřejněn 8. dubna 1963.
Dne 25. února 1965 se uskutečnil první let prototypu letadla DC-9 (sériové číslo 45695, registrace N9DC). Trasa vedla z továrního letiště v Long Beach v Kalifornii na Edwardsovu leteckou základnu. V kokpitu byl tovární šéfpilot George R. Jansen, zkušební pilot programu DC-9 Paul H. Patten a palubní inženýr Duncan Walker. Let trval dvě hodiny a třináct minut.
Osvědčení o letové způsobilosti od Federal Aviation Administration bylo DC-9 uděleno 23. listopadu 1965. Prvním dopravcem, který letoun zavedl 8. prosince 1965 do provozu, byla americká letecká společnost Delta Air Lines. Delta Air Lines se zároveň stala hlavním provozovatelem typu DC-9.
Vývoj letounu DC-9 společnost Douglas Aircraft Company finančně zcela vyčerpal a další pevné objednávky nepřicházely. Proto byl program DC-9 obnoven až v roce 1967 po sloučení s McDonnell Aircraft Corporation.

## Varianty

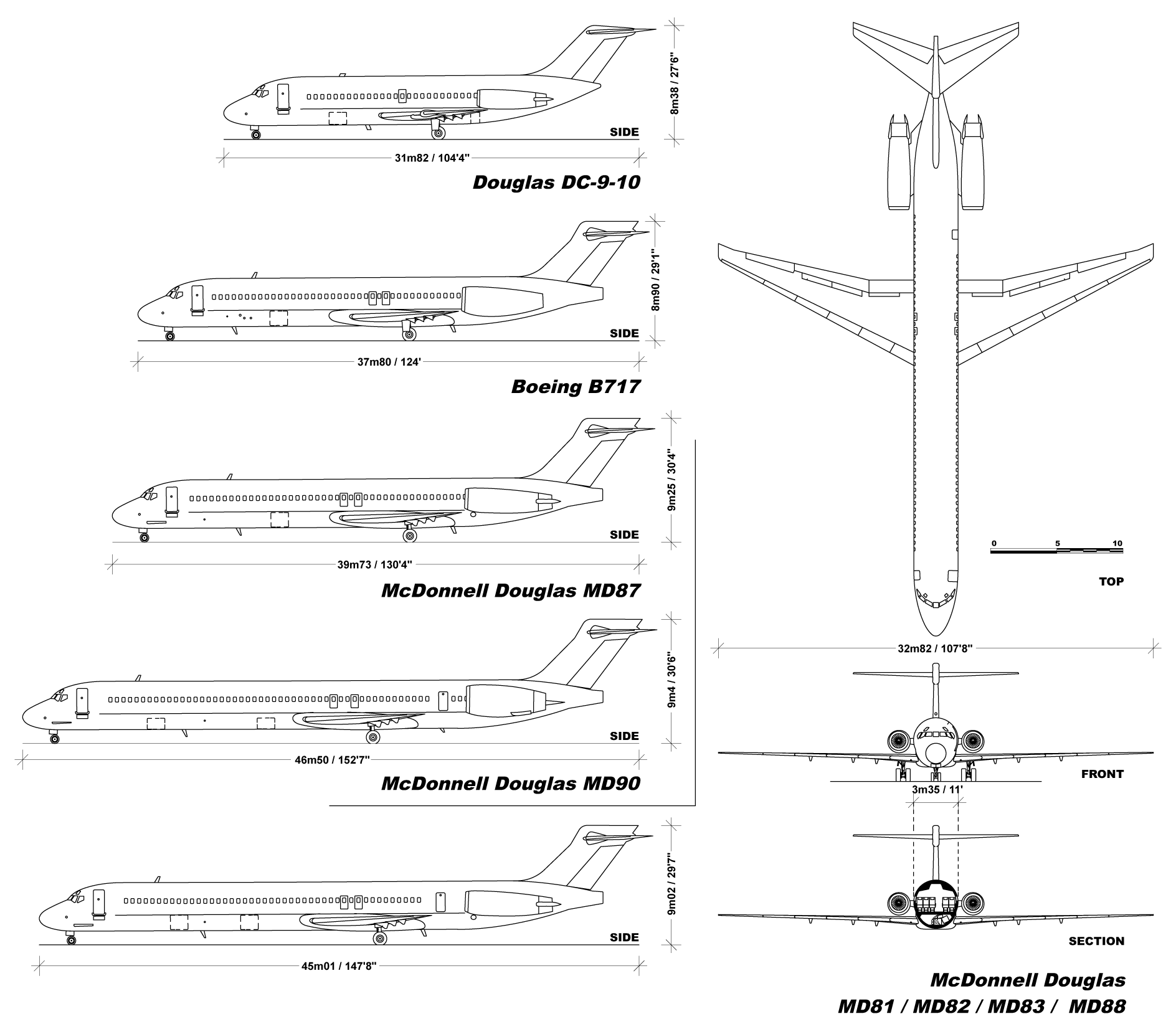
Porovnání letounů McDonnell Douglas DC-9, Boeing 717 různých odvozenin z McDonnell Douglas MD-80

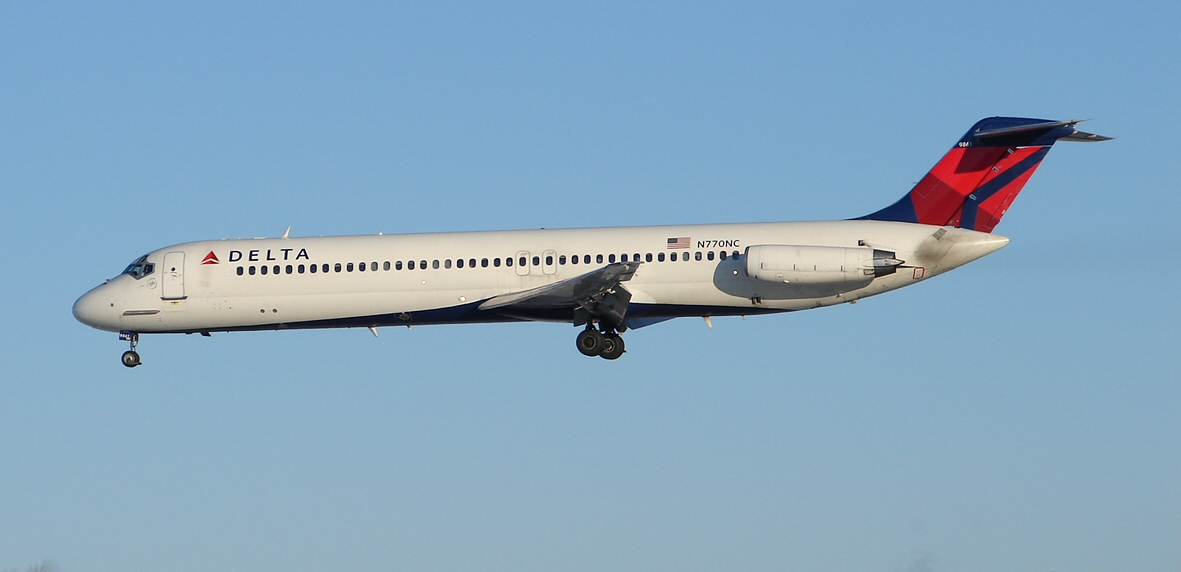
DC-9-50 aerolinek Delta Air Lines v roce 2012

Letouny DC-9 byly vyráběné v několika verzích:
DC-9-10
Nejstarší a nejmenší verze letadla DC-9. První letouny DC-9-10 byly poháněny dvouproudovými motory Pratt & Whitney JT8D-5 s tahem po 53,4 kN, pozdější stroje série 10 měly instalované výkonnější verze motorů JT8D o tahu po 62,3 kN. Celkem bylo vyrobeno 137 letounů DC-9-10.
DC-9-20
Původní verze DC-9-20 měla prodloužený trup o 2,9 m. Pozdější varianty -20 pro Scandinavian Airlines vycházely z původního krátkého trupu „desítky“, na který byly montovány silnější motory JT8D-9 nebo -11 z DC-9-30. Z modelu -30 konstruktéři použili také prodloužené křídlo a zadní část trupu s vestavěnými schůdky. Celkem 10 kusů vyrobených na objednávku SAS přezdívali její piloti Hot rod pro jejich velmi dobré dynamické vlastnosti.
DC-9-30
Verze DC-9-30 vstoupila do provozu v roce 1967. Byla o 4,5 m delší než původní verze, pro zlepšení letových výkonů měla „třicítka“ nové zakončení křídla. Rozpětí se tím zvýšilo o 1,21 m. Zkrácení vzletu a přistání umožnily sloty po celém rozpětí a díky výkonnějším motorům JT8D-9 o tahu po 65 kN vzrostla vzletová hmotnost na 49 000 kg. Bylo vyrobeno 662 ks letadel verze DC-9-30. C-9A Nightingale je vojenské označení sanitní verze se 40 lehátky (další vojenské verze byly C-9B a VC-9C).
DC-9-40
První vzlet 28. listopadu 1967. Letouny DC-9-40 byly uvedeny do provozu v roce 1968. Díky prodloužení trupu o dalších 1,87 m mohly přepravit až 125 cestujících. Motory JT8D-15 s tahem po 69 kN umožnily zvýšení vzletové hmotnosti na 51 800 kg. Celkem bylo vyrobeno 71 letadel verze DC-9-40.
DC-9-50
První vzlet 17. prosince 1974. Nejdelší ze všech verzí; měla oproti prvnímu provedení prodloužený trup o 8,41 m. Díky tomu mohly letouny přepravovat až 135 cestujících. DC-9-50 do provozu vstoupily 28. srpna 1975 u letecké dopravní společnosti Swissair. Pohon zajišťovala dvojice motorů JT8D-15 nebo -17 (tah po 71,2 kN).
DC-9 Super 80
Trup Super 80 je oproti modelu -50 prodloužen o 5,6 m, celkem tedy o 14 m. Letoun obdržel nové superkritické křídlo s lomenou odtokovou hranou a s přechody mezi trupem. Inovované byly také jeho koncové oblouky, čímž došlo ke zvětšení rozpětí o 4,38 m a díky rozšířenému kořenu křídla se zvětšila i zásoba paliva v integrálních nádržích. Zesílený podvozek s protiblokovacím zařízením byl převzat ze série -50. Nové motory JT8D-209 se zvětšeným průměrem byly modifikovány z typu JT8D-9. Zálet DC-9 Super 80 provedli piloti H. H. Knickerbecker, John Lane a palubní inženýrka Virginia A. Clare 18. října 1979. První stroje převzaly Austrian Airlines a Swissair v říjnu 1981.
Dalším zdokonalením verze DC-9 Super 80 vznikla v roce 1983 varianta MD-80 se zvětšeným rozpětím o 4,39 m a délkou trupu o 5,34 m pro 170 pasažérů. Dalšími vývojovými modely jsou MD-90 a MD-95.

## Nehody a incidenty
Tento seznam nehod není kompletní

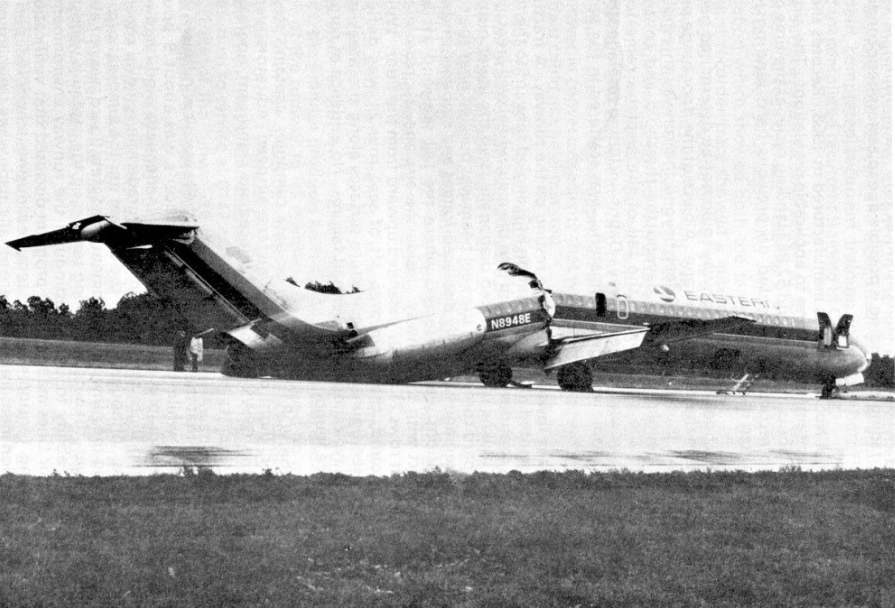
DC-9-31 letu Eastern Air Lines Flight 573 havaroval 27. prosince 1987 na letišti Pensacola Regional Airport. Nehoda se obešla bez obětí na životech.

Do června 2018, letadla DC-9 postihlo 276 leteckých nehod, z toho ve 145 případech bylo letadlo zcela zničeno. Celkem 3 697 pasažérů a členů posádek bylo zraněno anebo usmrceno.
- Let USAir 1016

Také dvě nehody tohoto typu které se staly na území Československa:
- Let JP 450
- Let JAT 367

## Specifikace
| Varianta                     | -15 (-21) | -32 | -41 | -51 |
| ---------------------------- | --- | --- | --- | --- |
| Posádka kokpitu:s.66         | Dva | Dva | Dva | Dva |
| Sezení (1 třída):s.15–18     | 90Y@31-32" | 115Y@31-33" | 125@31-34" | 135@32-33" |
| Exit limit:s.80              | 109 | 127 | 128 | 139 |
| Cargo:s.4                    | 600 ft³ / 17,0m³ -15F: 2 762 ft³ / 78,2m³ | 895 ft³ / 25,3m³ -33F: 4 195 ft³ / 119,0m³ | 1 019 ft³ / 28,9m³ | 1 174 ft³ / 33,2m³ |
| Délka:s.5–9                  | 104 ft 4.8in / 31.82m | 119 ft 3.6in / 36.36m | 125 ft 7.2in / 38.28m | 133 ft 7in / 40.72m |
| Rozpětí:s.10–14              | 89 ft 4,8in / 27,25m -21: 93 ft 3,6in / 28,44m | 93 ft 3,6in / 28,44m | 93 ft 3,6in / 28,44m | 93 ft 4,2in / 28,45m |
| Výška:s.10–14                | 27 ft 7in / 8,4m | 27 ft 9in / 8,5m | 28 ft 5in / 8,7m | 28 ft 9in / 8.8m |
| Šířka trupu:s.23             | 131.6in / 334.3 cm | 131.6in / 334.3 cm | 131.6in / 334.3 cm | 131.6in / 334.3 cm |
| Šířka kabiny:s.24            | 122.4in / 311cm | 122.4in / 311cm | 122.4in / 311cm | 122.4in / 311cm |
| MTOW:s.4                     | 90 700 lb / 41 141 kg -21: 98 000 lb / 45 359 kg | 108 000 lb / 48 988 kg | 114 000 lb / 51 710 kg | 121 000 lb / 54 885 kg |
| Max. přistávací hmotnost:s.4 | 81,700 liber (37 kg) -21: 95,300 liber (43 kg) | 99,000 liber (45 kg) | 102,000 liber (46 kg) | 110,000 liber (50 kg) |
| Prázdná hmotnost:s.4         | 49 162 lb / 22 300 kg -15F: 53 200 lb / 24 131 kg -21: 52 644 lb / 23 879 kg                                                                           | 56 855 lb / 25 789 kg -33F: 56 430 lb / 25 596 kg | 61 335 lb / 27 821 kg | 64 675 lb / 29 336 kg |
| Kapacita paliva:s.4          | 24 743 lb / 11 223 kg | 24 649 lb / 11 181 kg | 24 649 lb / 11 181 kg | 24 649 lb / 11 181 kg |
| Motor (2×)                   | JT8D-1(A/B) -5 -7(B) -9(A) -11 -15 -17; -21: -9(A) -11                                                                                                 | -1(A/B) -5 -7(A/B) -9(A) -11 -15(A) -17(A) | -9(A) -11 -15(A) -17(A) | -15(A) -17(A) |
| Tah (2×)                     | -1(A/B) -7(A/B) : 14 000 lbf (62 kN), -5/-9(A): 12 250 lbf (54,5 kN), -11: 15 000 lbf (67 kN), -15(A): 15 500 lbf (69 kN), -17(A) : 16 000 lbf (71 kN) | -1(A/B) -7(A/B) : 14 000 lbf (62 kN), -5/-9(A): 12 250 lbf (54,5 kN), -11: 15 000 lbf (67 kN), -15(A): 15 500 lbf (69 kN), -17(A) : 16 000 lbf (71 kN) | -1(A/B) -7(A/B) : 14 000 lbf (62 kN), -5/-9(A): 12 250 lbf (54,5 kN), -11: 15 000 lbf (67 kN), -15(A): 15 500 lbf (69 kN), -17(A) : 16 000 lbf (71 kN) | -1(A/B) -7(A/B) : 14 000 lbf (62 kN), -5/-9(A): 12 250 lbf (54,5 kN), -11: 15 000 lbf (67 kN), -15(A): 15 500 lbf (69 kN), -17(A) : 16 000 lbf (71 kN) |
| Dostup:s.67                  | 35 000 stop (11 000 m) | 35 000 stop (11 000 m) | 35 000 stop (11 000 m) | 35 000 stop (11 000 m) |
| MMo                          | Mach 0,84 (484 kn; 897 km/h) | Mach 0,84 (484 kn; 897 km/h) | Mach 0,84 (484 kn; 897 km/h) | Mach 0,84 (484 kn; 897 km/h) |
| Dolet:s.36–45                | 1 300 námořních mil (2 400 km) -21: 1 500 námořních mil (2 800 km)                                                                                     | 1 500 námořních mil (2 800 km) | 1 200 námořních mil (2 200 km) | 1 300 námořních mil (2 400 km) |